# Meromyza americana
Meromyza americana är en tvåvingeart som beskrevs av Fitch 1856. Meromyza americana ingår i släktet Meromyza och familjen fritflugor. Inga underarter finns listade i Catalogue of Life.